# Bland tistlar
Bland tistlar är en svensk stop motion-animerad film från 2005, regisserad och producerad av Uzi och Lotta Geffenblad efter manus av Uzi Geffenblad. 

## Handling
Det är musiksommarläger för barn och ungdomar och den 7-årige pojken Franz presenterar en orkester under ledning av hans pappa, Dirigenten. Musiken blir filmens verkliga huvudperson och den får ge uttryck åt de känslor som präglar Frans, Dirigenten, och filmens tredje huvudrollsinnehavare; Hornisten. Sakta går det upp för Franz vilken kraft det finns i musiken - en kraft som till och med är starkare än rädsla.

## Om filmen
Bland tistlar var vid premiären Sveriges då längsta stop motion-animerade film. Filmen har visats på flera filmfestivaler - däribland Annecys internationella festival för animerad film.
Filmen har vunnit 8 internationella priser:
- Grand Prize for Best Feature Film in 4th CICDAF, China  2007
- Kesckemét City Award in KAFF, Hungary  2007
- Special Jury Award in MONSTRA, Portugal  2007
- Best Feature Film in Tehran Int. Animation Festival 2007
- 1st Prize, Animated Short Film or Video in Chicago Children’s Film Festival 2006
- The CICAE Award in Paris Ciné Junior 2006
- Best Feature Animation Film in Tindirindis, Vilnius 2005
- Special Distinction in Animafest, Zagreb 2005

## Rollista
- Bengt-Åke Håkansson – Dirigenten
- Ronn Elfors – Hornisten
- Noon Geffenblad – Pojken Franz
- Lars Göran Persson
- Mia Tinglöf
- Sirkka Hannula
- Helene Almqvist